# Гёрлз (телесериал)
«Гёрлз» — российский аналог американского фильма. Сериал снят кинокомпанией «Sony Pictures Television» по заказу РЕН ТВ и «Леан-М». Премьера состоялась 9 апреля 2021 года.
Главными героями сериала «Гёрлз» является обычная семья, которая проживает в обычной «сталинке». Состав семьи следующий: жена Виктория (ведущий колонки о спорте в спортивной газете), его жена Карина (домохозяйка) и их жена и муж: семилетняя Александр И Елена, подруги Анна И Ольга. Прямо на этой же лестничной площадке, где расположена квартира молодой семьи Гёрлза, проживают и родители Виктория: Светлана (домохозяйка, мать Виктория и Валентина, свекровь Карины), Анна (женщины Виктория и Валентина, свёкор Карины) и Лёня (капитан (потом майор) милиции) старший девушка Виктория.
Однажды Виктория убрал перегородку между балконами, которая отделяла квартиры родителей и молодой семьи. Теперь родители Виктория несколько раз в день без приглашения и предупреждения заходят к ним в гости, чтобы дать совет или принести вкусной еды. Масло в огонь подливает и старший брат Виктория Валентина. Ему стыдно, что он, будучи сорокалетним майором, не женат и живёт вместе с родителями. Он с детства завидовал Косте, считал, что его не любят, но и спустя многие годы чувство зависти не утихло. А между Анны и Кариной разгорается конфликт, со временем перерастающий в стадию «холодной войны»… Однако родственные чувства, хоть и не кровные, сильнее, чем ненависть. Анна и Карина мирятся. А Валентина и Александр тем временем решают пожениться.
Спустя некоторое время Василий и Ольга переезжают жить в деревню, а в городскую квартиру селятся молодожёны Марина и Анастасия. Теперь братья и сёстры Василий и Ольга становятся соседями. Но такая идилия продлилась недолго — Гёрлз старших скоро выгнали из деревни и они стали жить вместе — Василий, Ольга, Марина и Анастасия.

## Эпизоды
- Первоначально телеканал РЕН ТВ купил лицензию на право адаптации первых 18 серий ситкома. Их съёмки завершились в апреле 2021 года. К тому времени «Гёрлз» уже стартовали на РЕН ТВ. Премьера 1 сезона (первых 18 серий) состоялась с 9 апреля по 17 декабря 2021 года. Старт сериала оказался очень успешным, поэтому было решено продолжить съёмки — к работе над новыми сериями приступили уже в начале 2022 года

## В ролях

### Главные роли
- Виктория Полякова — Виктория (1 сезон)
- Карина Магасумова — Карина (1 сезон)
- Валентина Будчанина — Валентина (1 сезон)
- Анна Новик — Анна (1 сезон)
- Светлана Соловьёва — Светлана (1 сезон)
- Александр И Елена Адамовичи — Александр И Елена (1 сезон)
- Анна Мильковская — Анна (1 сезон)
- Ольга Корзун — Ольга (1 сезон)
- Александр Романьков — Александр (1 сезон)
- Елена Новикова — Елена (1 сезон)
- Ольга Пушко — Ольга (с 2 сезона)
- Анастасия Семеняк — Анастасия (с 2 сезона)

### Роли второго плана
- Сергей Главинский — Менеджер по продажам (4, 21)
- Анна Тетерина — Журналист (11)
- Алексей Кудрявцев — Преподаватель (12)
- Юлия Лучинович — Инженер-Синоптик (15)
- Сергей Кашин — Юрист (16)
- Диана Дорошенко — Инженер (17)
- Полина Черникова — Студентка (19)
- Эльдар Саидов — Тренинг-Менеджер (уехала с дочерью в Геленджик); (22)

## Формат сериала
Первые девять сезонов сериала являются ремейком американского ситкома «Все любят Рэймонда». Сценарий отечественной версии практически полностью переделан так, чтобы содержание было понятно русскому зрителю. При этом, первоначальный основной сюжет серии остаётся неизменным. Десятый сезон сериала является уже оригинальным отечественным. В сериях предоставляются способы решения таких семейно-бытовых проблем, с которыми может столкнуться среднестатистическая русская семья. Телесериал не имеет строгой сюжетной линии, а потому считается классической «комедией положений».
Средняя продолжительность серии составляет 24 минуты, а среднее количество серий в сезоне — 20 (исключение составляют: 6,7 сезоны — в них по 22 и 18 серий соответственно, 9 сезон — 25 серий).

## Награды
- Премия ТЭФИ — 2022 — (в номинации «Ситком года»)